# Kisvár (Mátraszőlős)
Kisvár a Mátraszőlős északnyugati szélén álló úgynevezett várdombon állt egykor.

## Fekvése
Pásztótól északnyugatra, Mátraszőlős északnyugati szélén található.

## Története
A várat a fellelt adatok alapján valószínűleg a Gertrúd magyar királyné elleni merényletben is részt vevő Kacsics nemzetségbeli Illés fia Simon építette még az 1280 előtt történt meggyilkolása előtt.
A várat egy 1290-es oklevél is említette, melyben "Zeuleus" nevű castrum néven szerepelt, s azu oklevél adatai szerint a Kacsics és a Rátót nemzetség tagjai kibékültek egymással. Az Aba Amadé nádor közvetítésével létrejött egyezségben a Rátót nemzetségbeliek visszaadták az ellenségeskedés során elpusztított épületeket és várakat, közöttük Szőlős várát is.
Az 1957-ben itt végzett kutatások szerint a dombtetőn valaha kőépület állt, melynek kora a 13.-14. századra tehető az itt feltárt leletanyag alapján.

## Leírása
A várdomb egykor részben sánccal erősített volt. A domb platóján egy 9,5x6,8 méter külső méretű szabálytalan téglalap alakú épület állt, amely az okleveles említés és az itt talált leletanyag alapján legkésőbb 1290-ben elpusztult.